# Ian Bibby
Ian Bibby (Preston, Reino Unido, 20 de diciembre de 1986) es un ciclista británico que fue profesional entre 2010 y 2019.
En septiembre de 2019, tras anunciar su retirada como ciclista profesional, se convirtió en gerente de ventas en el norte de Reino Unido de la empresa Moore Large.

## Palmarés
2010
- 1 etapa del Cinturón a Mallorca

2011
- 1 etapa del Cinturón a Mallorca

2015
- 1 etapa del An Post Rás

2017
- Velothon Wales
- 3.º en el Campeonato de Reino Unido en Ruta

2018
- 1 etapa del New Zealand Cycle Classic
- 1 etapa del Tour de Japón[2]